# Bresilley
Bresilley ist eine Gemeinde im französischen Département Haute-Saône in der Region Bourgogne-Franche-Comté.

## Geographie
Bresilley liegt auf einer Höhe von 198 m über dem Meeresspiegel, sechs Kilometer ostsüdöstlich von Pesmes und etwa 29 Kilometer westlich der Stadt Besançon (Luftlinie). Das Dorf erstreckt sich im Süden des Départements, in der Talebene des Ognon am nördlichen Ufer des Flusses. Bresilley ist die südlichste Gemeinde des Départements Haute-Saône.
Die Fläche des 3,54 km² großen Gemeindegebiets umfasst einen Abschnitt des unteren Ognon-Tals. Die südliche Grenze verläuft stets entlang dem Ognon. Dieser fließt hier mit mehreren Windungen nach Westen durch eine Alluvialebene, die eine Breite von ungefähr drei Kilometern aufweist und durchschnittlich auf 195 m liegt. Sie wird überwiegend landwirtschaftlich genutzt. Vom Flusslauf erstreckt sich das Gemeindeareal nordwärts über die Talebene und die Terrasse von Bresilley (206 m) bis zur angrenzenden Niederung des Bois d'Aval. Diese wird durch den Bach Cassis zum Ognon entwässert. Ganz im Norden reicht das Gebiet auf das Plateau bei Bard. Hier wird mit 221 m die höchste Erhebung von Bresilley erreicht.
Nachbargemeinden von Bresilley sind Bard-lès-Pesmes und Montagney im Norden, Vitreux im Osten, Ougney und Thervay im Süden sowie Malans im Westen.

## Geschichte
Im Mittelalter gehörte Bresilley zur Freigrafschaft Burgund und darin zum Gebiet des Bailliage d’Amont. Die lokale Herrschaft hatte im 12. Jahrhundert eine Adelsfamilie inne, die den Namen des Dorfes trug. Kirchlich gehörte Bresilley zur Kommende von Montseugny. Zusammen mit der Franche-Comté gelangte das Dorf mit dem Frieden von Nimwegen 1678 definitiv an Frankreich. Heute ist Bresilley Mitglied des 18 Ortschaften umfassenden Gemeindeverbandes Communauté de communes du Val de Pesmes.

## Sehenswürdigkeiten
Die Kirche St-Léger wurde im 18. Jahrhundert erbaut und besitzt Grabplatten sowie eine Statue des Heiligen Rochus aus dem 16. Jahrhundert. Im Dorf steht eine Eiche, die vermutlich im Jahr 1640 gepflanzt wurde und einen Stammumfang von acht Metern besitzt.

## Bevölkerung
| Jahr                       | 1962 | 1968 | 1975 | 1982 | 1990 | 1999 | 2008 |
| Einwohner                  | 106  | 108  | 100  | 89   | 100  | 125  | 166  |
| Quellen: Cassini und INSEE |      |      |      |      |      |      |      |

Mit 180 Einwohnern (1. Januar 2022) gehört Bresilley zu den kleinen Gemeinden des Département Haute-Saône. Nachdem die Einwohnerzahl in der ersten Hälfte des 20. Jahrhunderts deutlich abgenommen hatte (1891 wurden noch 206 Personen gezählt), wurde seit Beginn der 1980er Jahre wieder ein kontinuierliches Bevölkerungswachstum verzeichnet.

## Wirtschaft und Infrastruktur
Bresilley war bis weit ins 20. Jahrhundert hinein ein vorwiegend durch die Landwirtschaft (Ackerbau, Obstbau und Viehzucht) geprägtes Dorf. Heute gibt es einige Betriebe des lokalen Kleingewerbes. In den letzten Jahrzehnten hat sich das Dorf zu einer Wohngemeinde gewandelt. Viele Erwerbstätige sind deshalb Wegpendler, die in den größeren Ortschaften der Umgebung und in der Agglomeration Besançon ihrer Arbeit nachgehen.
Die Ortschaft liegt abseits der größeren Durchgangsachsen an einer Departementsstraße, die von Gray nach Arc-et-Senans führt. Der nächste Anschluss an die Autobahn A36 befindet sich in einer Entfernung von ungefähr 11 km. Weitere Straßenverbindungen bestehen mit Montagney und Malans.